# Joseph Alois Schumpeter
Joseph Alois Schumpeter (1883. – 1950.) bio je poznati ekonomist te jedan od profesora na sveučilištu Harvard u SAD-u.

## Karijera
Studirao je u Beču, gdje je 1906. godine stekao doktorat iz ekonomije. Nakon studija otišao je na specijalizaciju u Veliku Britaniju, gdje je 1907. upoznao britanskog ekonomista Alfreda Marshalla, koji je na njega ostavio snažan dojam. Nakon povratka u domovinu, radio je kao profesor političke ekonomije u Černovcima (1909.), Grazu (1911. – 1918.), Bonnu (1925. – 1932.) i naposljetku, ne sveučilištu Harvard u SAD-u (1932. – 1950.). Sveučilišnu karijeru nakratko je prekinuo u razdoblju od 1919. do 1925. Isprva je bio ministar financija Republike Austrije (nekoliko mjeseci), a potom predsjednik Biddermann Bank (1920. – 1925.).
Autor je više djela, a u doktrinama istraživanja naročito se bavio pitanjima gospodarskog razvoja, što ga je učinilo vrlo poznatim u svijetu znanosti.